# Амстел Голд Рейс
Амстел Голд Рейс (нід. Amstel Gold Race) — щорічна весняна класична одноденна велогонка, що проходить в південній частині нідерландського Лімбурга. Вона є найпрестижнішою гонкою, що проводиться в Нідерландах, і в даний момент проходить під егідою Світового Туру UCI. Назву велогонка отримала не за назвою річки, а за назвою спонсора.

## Історія
Перша гонка була проведена 30 квітня 1966 року. Її організували велосипедисти і бізнесмени Том Віссерс і Херман Кротті. Планувалося провести 280-кілометрову гонку між Амстердамом і Маастріхт. Призовий фонд становив 10 000 гульденів, п'яту частину якого повинен був отримати переможець. Однак ідея провести гонку в День королеви привела організаторів на грань катастрофи. Необхідно було узгодити маршрут з поліцією і владою на місцях. Через свята значну частину доріг неможливо було використовувати, що подовжувало і без того некоротку гонку. А незадовго до початку стало відомо, що неможливо буде використовувати єдиний підходящий міст через Холландс-Діп. Крім того, голландські хіпі та анархісти могли влаштувати в цей день масові заворушення, каталізатором чого могло стати нещодавнє весілля спадкоємиці престолу Беатрікс з німецьким аристократом Амсбергом фон Клаусом. В результаті 26 квітня Кротті і Віссерс оголосили про скасування гонки. Однак втрутився міністр транспорту, що дозволив влаштувати гонку з умовою, що вона більше ніколи не пройде в національне свято. 302-кілометрова гонка пройшла між Бредою і Меерссеном, який ще багато років залишався фінішним пунктом гонки. Важка дистанція завершилася драматичним фінішем, коли у лідируючого місцевого гонщика, Яна Хугенса, заїло ланцюг. Перемогу здобув його партнер по команді «Ford-Hutchinson» Жан Стаблінскі, який отримав в нагороду золоте кільце у вигляді пивної бочки «Amstel».
У подальші роки Кротті пережив ще чимало випробувань, отримуючи дозволу у місцевої влади на проїзд. Початок робіт по ремонту дорожнього покриття напередодні гонки було частою справою. І в даний час, коли гонка стала значущою для країни подією, гонщикам доводиться долати вузькі вулички численних містечок і сіл Лімбурга, жителі яких найчастіше не мають гаража і ставлять машини на краю доріг. Маршрут рясніє косими підйомами, острівцями безпеки та іншими перешкодами, через які падіння в гонці трапляються регулярно. Останні роки протяжність маршруту складає трохи більше 250 кілометрів. З 2003 року гонка, дистанція якої усипана десятками підйомів з градієнтом до 20%, фінішує на пагорбі Кауберг в Валькенбург. Старт проходить в столиці провінції, Маастріхті, раніше служила фінішним пунктом.

## Цікаві факти
- 30 останніх Амстел Голд Рейс виграли 29 різних гонщиків. Така ротація є унікальною для престижних велогонок.